# 宮城県防災航空隊
宮城県防災航空隊（みやぎけんぼうさいこうくうたい）は宮城県の消防防災ヘリコプターを運用している組織。

## 概要
宮城県庁の機関であり、隊員は県内消防本部より派遣された救助隊員でもって編成されており、救急・救助・消防活動やその他の行政活動を任務としている。なお、運航管理は東北エアサービス株式会社に委託している。基地は仙台市消防ヘリポートであり、仙台市消防航空隊と同所にある。仙台市消防航空隊とは連携をとっており、宮城県広域航空消防応援協定により、運航不能時の連携や隔日交替での当番対応によって24時間運航を行っている。使用機体の愛称は、「みやぎ」。

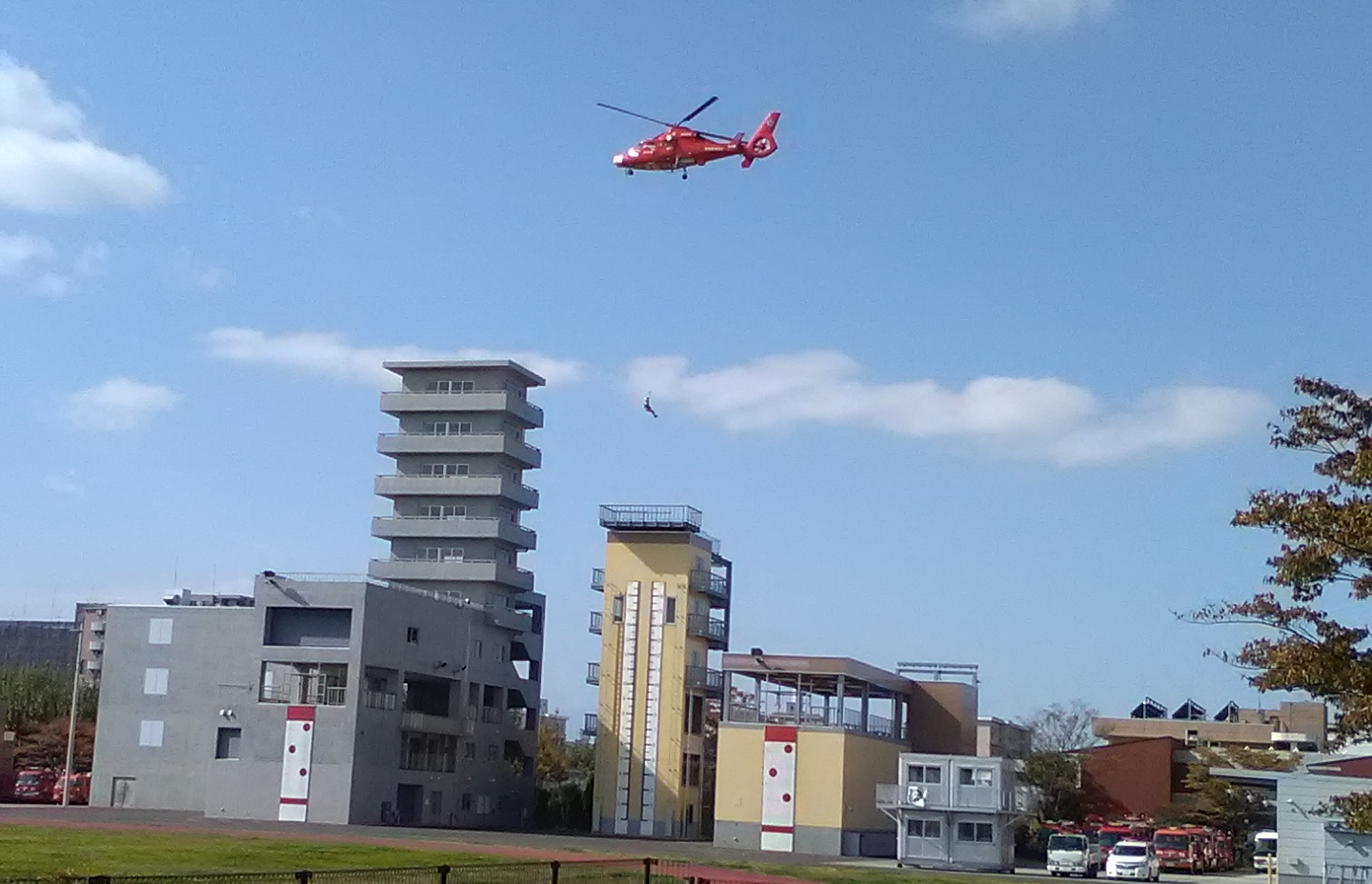
宮城県消防学校で行われた宮城県防災航空隊の訓練

## 沿革
- 1991年10月1日：宮城県防災航空隊発足。
- 1992年2月1日：仙台市太白区郡山の仙台ヘリポートを基地とし、業務開始。2月14日、使用機体である川崎BK117B-1 1機の引渡しを受ける。
- 1996年2月：機体を川崎BK117B-1より川崎BK117B-2へ改修。
- 2000年4月：北海道有珠山噴火に際し応援派遣。
- 2001年2月1日：基地を仙台市消防ヘリポートへ移転。
- 2003年7月：宮城県北部地震に出動。
- 2004年10月：新潟県中越地震に緊急消防援助隊として応援派遣。
- 2008年2月22日：機体を川崎BK117C-2に更新。
- 2008年6月：岩手・宮城内陸地震に出動。
- 2011年3月11日：東北地方太平洋沖地震に伴う東日本大震災が発生。角田滑空場での訓練中に地震に遭遇、すぐさま仙台市消防ヘリポートに戻り、拡声器の取り付けと給油を行っている最中に[2]、津波によってヘリが流され、基地も壊滅した[3]。そのため、川崎重工よりデモ機の無償供与を受けて陸上自衛隊霞目駐屯地を拠点に運航するも、救難機材が何ら搭載されていないため捜索人員輸送等しか活動ができない状況となった。
- 2012年5月：長崎県防災航空隊で以前使用されていた防災ヘリを一時的に宮城県防災ヘリとして使用する事となった。救難機材が搭載されている為以前と同じ救難活動が出来るようになった。
- 2012年9月：事務所を岩沼市の東北エアサービス株式会社内に移転[4]。
- 2012年10月：ユーロコプタージャパン株式会社からAS365N2を1機リースして新造機が配備される3月まで活動を行う。
- 2013年6月：新造代替機が配備された。総務省消防庁が発注し、宮城県への無償供与となった。
- 2013年8月6日：総務省消防庁から無償貸与されたAS365ドーファン「みやぎ」（消防庁JA04FD）の運航を開始した[5]。

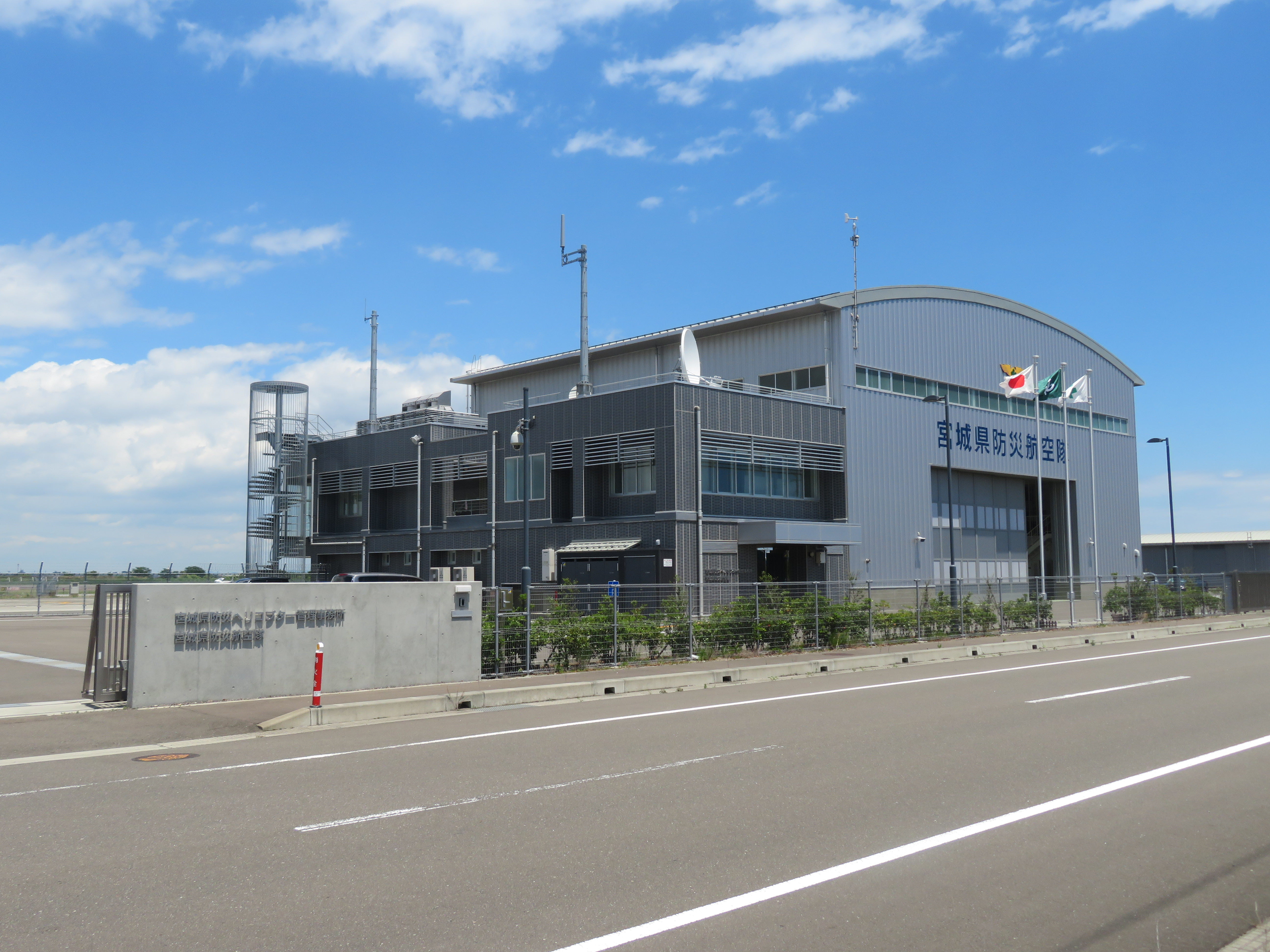
防災航空隊庁舎

- 2018年4月1日：事務所・新庁舎・格納庫を岩沼市空港西一丁目15番地に移転開所する。[6]